# Canary Wharf (metropolitana di Londra)
Canary Wharf è una stazione della linea Jubilee della metropolitana di Londra.

## Storia
Fu inaugurata il 17 settembre 1999 ed è attualmente la stazione della metropolitana londinese in assoluto più trafficata al di fuori della Central London, con oltre 40 milioni di passeggeri ogni anno.
Fa parte della Travelcard Zone 2.
Poco distante vi sono anche la stazione gemella e quella dedicata alla linea Docklands Light Railway.

## Galleria d'immagini

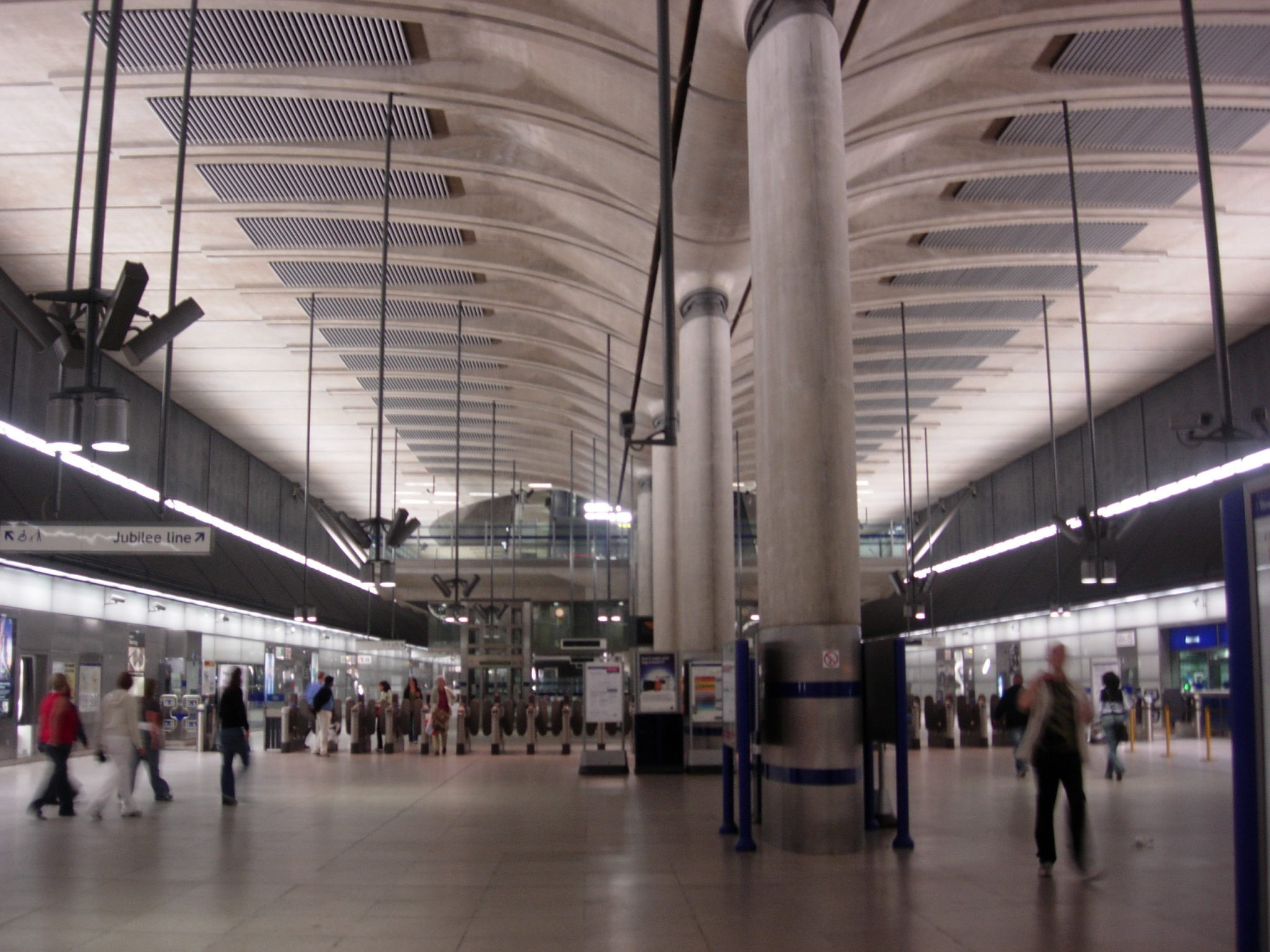
Il mezzanino progettato da Norman Foster
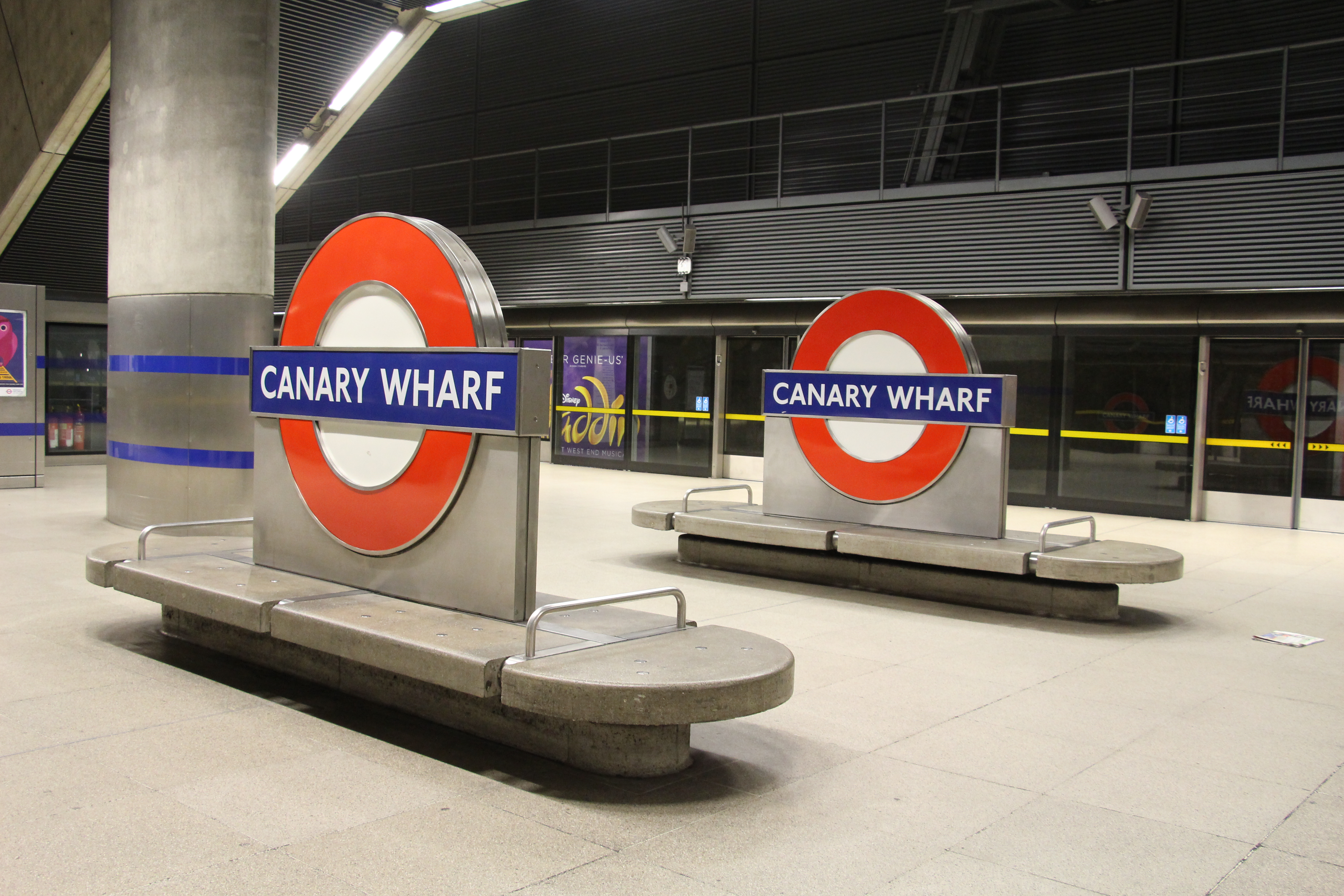
Il piano banchine